# Блайнд Фейт
„Блайнд Фейт“ (на английски: Blind Faith) е английска блус рок група.
В състава влизат Ерик Клептън, Джинджър Бейкър, Стив Уинуд и Рик Греч. Това е една от първите супергрупи, и от нея произхожда само един албум, т.нар. Blind Faith, от август 1969 година. По стил се доближават до другите групи, в които са участвали по-рано Уинуд, Бейкър и Клептън, а именно Трафик и Крийм. Блайнд Фейт са едни от първомайсторите на фюжъна между блус и рок.
Началото на групата е свързано със средата на 1968 година, когато Крийм се разпада. Крийм е една от първите супергрупи в историята на музиката, със силни финансови ресурси след като продава милиони бройки от записите си. Така всеки от членовете на групата е изстрелян в орбита на световната популярност. Групата се раздира, обаче, от вътрешни конфликти, тъй като между Джак Брус и Джинджър Бейкър има антипатия, а Клептън се опитва да омиротвори двойката. Клептън, освен всичко останало, е уморен от комерсиалния блус и иска да твори в бъдеще нов, по-експериментален и по-нешаблонен стил в жанра.
Стив Уинуд има подобни драми в Спенсър Дейвис Груп, където от три години е първи вокал. Уинуд иска да експериментира с джаз елементи, и напуска поради творчески различия. Новата му група се казва Трафик, основана през 1967 година. Групата се разделя временно през 1969 година, и Уинуд започва да прави джемове в мазето на приятеля си Клептън, което се намира в Съри, Англия. По-рано двамата имат колаборация по проекта Пауърхаус.
Клептън е удовлетворен от джем сесиите, но не е напълно убеден, че трябва да започне нова група. Джинджър Бейкър е един ден през 1969 година, и групата е в почти окомплектован вариант. Клептън обаче не иска да прави нов Крийм, тъй като са минали едва 9 седмици след раздялата им, а и не иска да се поставя в ситуация на свръхслава, каквато Крийм изработва по-рано. Уинуд в крайна сметка убеждава Клептън да включи Бейкър в състава, като според него Джинджър Бейкър подсилва музикалните им идеи, и освен това би било трудно да се намери толкова талантлив барабанист. Бейкър става участник в сесиите и обществените изяви.